# Chó ma Frankenweenie
Chó ma (tựa gốc: Frankenweenie) là một phim điện ảnh hài kinh dị hoạt hình tĩnh vật 3D của Mỹ năm 2012 do Tim Burton đạo diễn và sản xuất bởi xưởng phim Walt Disney Pictures. Đây là bản làm lại của Burton từ phim ngắn cùng tên năm 1984, đồng thời là bản parody và homage với phim Frankenstein (1931), dựa trên tiểu thuyết cùng tên của Mary Shelley. Dàn diễn viên lồng tiếng trong phim đều là những người từng hợp tác với Tim Burton trong các phim trước của ông như Winona Ryder (Beetlejuice và Edward Scissorhands); Martin Short (Mars Attacks!); Catherine O'Hara (Beetlejuice và The Nightmare Before Christmas) và Martin Landau (Ed Wood và Sleepy Hollow), bên cạnh đó là một số diễn viên lồng tiếng mới là Charlie Tahan và Atticus Shaffer.
Chó ma là phim điện ảnh đen trắng đầu tiên và phim tĩnh vật đầu tiên được phát hành dưới định dạng IMAX 3D, phim công chiếu vào ngày 5 tháng 10 năm 2012 tại Mỹ và 12 tháng 10 năm 2012 tại Việt Nam. Phim giành giải Sao Thổ cho phim hoạt hình hay nhất cũng như nhận các đề cử giải Oscar, Quả cầu vàng, giải BAFTA và giải Annie ở hạng mục tương ứng.